# Fatman: The Caped Consumer
Fatman - The Caped Consumer is een videospel voor de Commodore Amiga en DOS. Het spel werd uitgebracht in 1993.

## Ontvangst
| Beoordeeld door                | Jaar | Platform | Score |
| ------------------------------ | ---- | -------- | ----- |
| ASM (Aktueller Software Markt) | 1994 | Amiga    | 67%   |
| Amiga Joker                    | 1994 | Amiga    | 63%   |
| PC Joker                       | 1994 | DOS      | 61%   |
| Amiga Joker                    | 1994 | Amiga    | 60%   |
| PC Player (Duitsland)          | 1994 | DOS      | 24%   |
| High Score                     | 1994 | Amiga    | 20%   |